# Principato di Dizak

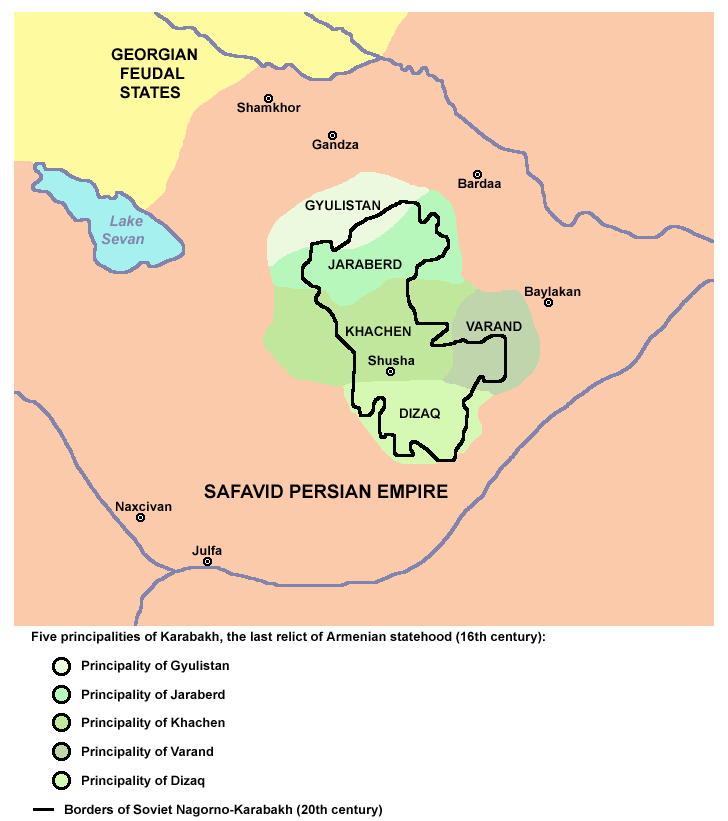
i melikhati del Karabakh nel XVII secolo con Dizak

Il Principato di Dizak (in armeno Դիզակ), anche conosciuto come Ktish dal nome della sua principale roccaforte, fu un principato medioevale armeno sviluppatosi nella storica regione dell'Artsakh a partire dal XII secolo parallelamente al vicino Principato di Khachen.
In seguito, con il XVII secolo, il principato di Dizak diventa uno dei cinque melikhati nei quali viene suddiviso il principato di Khachen.
Il principato deriva dalla casata dei Syunik e trae le sue origini nel IX secolo. Durante il melikhato (sotto la dinastia Avanian) il capoluogo fu Togh (Dogh) con la sua adiacente fortezza di Ktish.
Oggi il nome "Dizak" è anche usato per indicare la provincia di Hadrut nella repubblica del Nagorno Karabakh.